# Windows Media Connect
Windows Media Connect (WMC)是微軟一個在（通常為家中）網絡上共享媒體內容的技術。

## 慨要
WMC容許你透過有線或無線家用網絡自PC串流媒體檔案到數如Xbox 360等碼媒體接收收器，使用UPnP（通用型即插即用）通訊協定搜索可用裝置。Windows Media Connect讓你可以使用數碼媒體接收器（DMR）取得儲存在Windows XP電腦上音樂、相片與影片。
Windows Media Connect現時有兩個版本，高度建議使用第二版。
可於你的電腦通過搜尋以下檔案區別不同版本：
- wmccfg.exe = 已安裝2.0版本
- mswmc.exe = 已安裝1.0版本

## 外部連結
- 微軟資源頁面 （页面存档备份，存于）